# Udayan Prasad
Udayan Prasad (* 4. Februar 1953 in Sevagram, Indien) ist ein in Indien geborener britischer Filmregisseur. Bekannt wurde er durch die Kinofilme Brothers in Trouble, My Son the Fanatic, Gabriel & Me und Das gelbe Segel.

## Leben und Karriere
Udayan Prasad wurde 1953 in Sevagram, Indien geboren. 1962 emigrierten seine Eltern nach Großbritannien. Nach seinem Studium an der National Film and Television School wechselte Prasad zum britischen Fernsehen. 1979 arbeitete er als Filmeditor für Stephen Frears Fernsehfilm One Fine Day. In den 1980er Jahren betreute er schließlich als Regisseur eine Reihe von Dokumentationen und zu Beginn der 1990er Jahre auch einige Fernsehfilme für die BBC, unter anderem die im Jahr 1990 entstandene Komödie Agenten kennen keinen Schlaf mit Edward Fox.
1995 inszenierte Udayan Prasad mit der kritischen Komödie Brothers in Trouble sein Kinofilmdebüt. Zwei Jahre später folgte mit My Son the Fanatic ein weiterer ambitionierter Independent-Film über den Generationenkonflikt innerhalb einer Familie mit Om Puri und Rachel Griffiths in den Hauptrollen. My Son the Fanatic erhielt im Jahr 2000 eine Nominierung für die Independent Spirit Award in der Kategorie Bester ausländischer Film. Beide Filme wurden von der Kritik sehr wohlwollend besprochen. 2001 führte er bei den Drama Gabriel & Me mit Iain Glen Regie. 2005 drehte er mit Matthew Modine, Richard Griffiths und Agni Scott die Komödie Opa!
Im Jahr 2008 entstand nach einer Geschichte von Pete Hamill und dem Drehbuch von Erin Dignam das romantische Drama Das gelbe Segel in der Besetzung William Hurt, Maria Bello, Kristen Stewart und Eddie Redmayne. Neben seiner Arbeit für das britische Kino inszeniert Prasad auch immer wieder Folgen und Episoden für Fernsehserien oder Fernsehminiserien.

## Auszeichnungen
- 1991: San Francisco International Film Festival Award in der Kategorie Golden Gate Award für Screen Two für die Episode 102 Boulevard Haussmann
- 1992: BAFTA-Awards-Nominierung in der Kategorie Best Single Drama für Screen Two für die Episode 102 Boulevard Haussmann
- 1993: San Francisco-International-Film-Festival-Award-Nominierung in der Kategorie Television Feature für Screen One für die Episode Running Late
- 1995: 3. Platz beim Emden International Film Festival in der Kategorie Emden Film Award für Brothers in Trouble
- 1995: Thessaloniki Film Festival Award in der Kategorie Golden Alexander für Brothers in Trouble
- 1997: Brussels-International-Film-Festival-Award-Nominierung in der Kategorie Best European Feature für My Son the Fanatic
- 1997: Dinard-British-Film-Festival-Award-Nominierung in der Kategorie Golden Hitchcock für My Son the Fanatic
- 1999: BAFTA-Awards-Nominierung in der Kategorie Best Single Drama für Talking Heads 2 für die Episode Playing Sandwiches
- 2000: Independent-Spirit-Awards-Nominierung in der Kategorie Best Foreign Film für My Son the Fanatic

## Filmografie (Auswahl)

### Als Regisseur
Kino
- 1995: Brothers in Trouble
- 1997: My Son the Fanatic
- 2001: Gabriel & Me
- 2005: Opa!
- 2008: Das gelbe Segel (The Yellow Handkerchief)

Fernsehen
- 1989–1993: Screen Two (Fernsehserie, 4 Episoden)
- 1990: Agenten kennen keinen Schlaf (They Never Slept) (Fernsehfilm)
- 1992: The Bill (Fernsehserie, 2 Episoden)
- 1992: Screen One - Running Late (Fernsehserie, 1 Episode)
- 1993: Femme Fatale (Fernsehfilm)
- 1998: Talking Heads 2 (Fernsehminiserie, 1 Episode)
- 1999: Big Bad World (Fernsehserie, 2 Episoden)
- 2010: Gerichtsmediziner Dr. Leo Dalton (Fernsehserie, 2 Episoden)
- 2013: The Tunnel (Fernsehserie, 2 Episoden)
- 2016: Die Musketiere (Fernsehserie, 2 Episoden)
- 2018: Selection Day (Fernsehserie, 6 Episoden)

### Als Editor
- 1979: One Fine Day (Fernsehfilm)